# Daphnia magna
Daphnia magna Straus, 1820 è un piccolo crostaceo cladocero planctonico, appartenente al genere Daphnia, nativo del Nord America. È inoltre ampiamente distribuito in Eurasia e in alcune regioni dell'Africa.
Si tratta di un organismo largamente utilizzato in laboratorio per studi e test di ecotossicologia. Einar Naumann nel 1934, fu il primo a utilizzare Daphnia magna per tali scopi.